# Списак православних верских објеката на општини Теслић
На општини Теслић се налази седамнаест православних верских објеката.

##### Списак православних верских објеката и места у коме се налазе
| Ред. бр. | Име православног верског објекта           | Место               |
| -------- | ------------------------------------------ | ------------------- |
| 1.       | Храм Пресвете Тројице у Теслићу            | Теслић              |
| 2.       | Храм Св. Пророка Илије                     | Теслић              |
| 3.       | Црква Св. Великомученика Цара Лазара       | Блатница (Теслић)   |
| 4.       | Црква Св. Цара Константина и Царице Јелене | Витковци            |
| 5.       | Храм Пресвете Тројице                      | Жарковина           |
| 6.       | Црква Рођења Пресвете Богородице           | Чечава              |
| 7.       | Црква Св. Великомученице Огњене Марине     | Булетић             |
| 8.       | Црква Св. Цара Константина и Царице Јелене | Прибинић            |
| 9.       | Црква Покрова Пресвете Богородице          | Растуша             |
| 10.      | Храм Св. Апостола Петра и Павла            | Врућица (Теслић)    |
| 11.      | Црква Св. Великомученика Георгија          | Влајићи             |
| 12.      | Храм Св. Цара Лазара                       | Горња Радња         |
| 13.      | Црква Св. Великомученика Прокопија         | Горњи Очауш         |
| 14.      | Храм Покрова Свете Богородице              | Младиковине         |
| 15.      | Црква Св. Преподобног Сисоја Великог       | Јасеница (Блатница) |
| 16.      | Црква Вазнесења Господњег                  | Бања Врућица        |
| 17.      | Манастир Липље, Задужбина Немањића         | Горње Липље         |